# Горка (Карелия)
Го́рка — деревня в составе Новинского сельского поселения Кондопожского района Республики Карелия.

## Общие сведения
Деревня расположена на берегу залива в северо-западной части Онежского озера, в 12 км на восток по автодороге от деревни Улитина Новинка. В трёх километрах к востоку от деревни располагается Сярьгозеро.
В деревне находится полуразрушенная церковь Николая Чудотворца, построенная на средства купца третьей гильдии И. Кротова — жителя деревни Долгий Наволок — в 1846—1848 годах. . 26 сентября 1939 года постановлением Карельского ЦИК церковь была закрыта.

## Население
Численность населения в 1905 году составляла 244 человека.
| 2002 | 2009 | 2010 | 2013 |
| ---- | ---- | ---- | ---- |
| 22   | ↘12  | ↗33  | ↘28  |